# هيئة حقوق الإنسان (تونس)
هيئة حقوق الإنسان هي هيئة دستورية تونسية مستقلة، صدر قانونها في 29 أكتوبر 2018، وهي في طور التأسيس حاليا. تهدف إلى مراقبة واحترام وتعزيز وتطوير حقوق الإنسان.

## سياق التكوين والتاريخ
أنشأ في 7 يناير 1991 في تونس الهيئة العليا لحقوق الإنسان والحريات الأساسية، لكن بقي دورها طيلة حكم الرئيس زين العابدين بن علي شبه صوري، واكتفت على عدة تقارير يعتبرها الكثيرون «فضفاضة».

صادق المجلس الوطني التأسيسي في 27 يناير 2014 على دستور تونس 2014، وأسس في بابه السادس لخمسة هيئات دستورية، منها هيئة حقوق الإنسان وذلك في الفصل 128 منه.

صادق مجلس نواب الشعب في 16 أكتوبر 2018 على القانون الأساسي للهيئة، وصدر رسميا بالرائد الرسمي في 29 أكتوبر الموالي. 

تلغى الهيئة العليا لحقوق الإنسان والحريات الأساسية عند بداية هيئة حقوق الإنسان لمهامها، وتحال كل ممتلكاتها وتجهيزاتها وأرشيفها ووثائقها للهيئة الجديدة.

## المهام
تتولى الهيئة القيام بما يلي:
- مراقبة احترام حقوق الإنسان: احترام وحماية وتعزيز حقوق الإنسان والحريات، طبقا للمواثيق والإعلانات والمعاهدات الدولية المصادق عليها ورصد مدى تفعيلها على أرض الواقع وإجراء التحقيقات اللازمة فيها. كما تتولى الهيئة إرساء نظام يقظة لمتابعة احترام حقوق الإنسان وحمايتها.
- دون سابق إعلام، للهيئة القيام بزيارة أماكن الاحتجاز ومراكز الإيقاف والحجز ومراكز ومواقع الإيواء والمؤسسات السجنية والإصلاحية وكل أماكن الحرمان من الحرية والمؤسسات التربوية ومؤسسات الطفولة والشباب والمؤسسات الاجتماعية والصحية والاقتصادية والثقافية وغيرها من الهياكل المهتمة بالفئات الهشة وذوي الإعاقة قصد مراقبة احترامها لحقوق الإنسان والحريات والتأكد من خلوها من حالات انتهاك. وتعد الهيئة تقارير حول هذه الزيارات وتراقب مدى احترام توصياتها.
- تعزيز وتطوير حقوق الإنسان: تقديم مقترحات لملائمة النصوص التشريعية، إنجاز ونشر البحوث والدراسات والاستشارات والتقارير حول أوضاع حقوق الإنسان والحريات وسبل تطويرها.
- نشر ثقافة حقوق الإنسان والحريات والمساهمة في إعداد البرامج المتعلقة بتدريسها والبحوث المتصلة بها في جميع المستويات التعليمية.
- إقامة علاقات تعاون وشراكة في مجال تعزيز وتطوير حقوق الإنسان والحريات مع الهياكل العمومية ومنظمات المجتمع المدني والمنظمات الوطنية الشبيهة والمنظمات الدولية المختصة.
- تنظيم منتديات وطنية أو إقليمية أو دولية لحقوق الإنسان والحريات لمزيد إثراء وتطوير الفكر والحوار حول المسائل ذات الصلة.
- تستشار الهيئة وجوبا في مشاريع القوانين المتعلقة بحقوق الإنسان والحريات، كما يمكن استشارتها في جميع مشاريع النصوص القانونية الأخرى. تستشار الهيئة حول تقارير حقوق الإنسان التي ترفعها الحكومة للهيئات واللجان والمؤسسات الأممية والإقليمية طبقا للالتزامات ولتعهدات الدولة التونسية. يمكنها إعداد تقارير ترفعها للهيئات واللجان والمؤسسات الأممية والإقليمية.

أما المهام التحقيقية للهيئة فتتمثل في:
- رصد كل حالات انتهاكات حقوق الإنسان والحريات وإجراء التحقيقات والتحريات الضرورية بشأنها واتخاذ جميع الإجراءات والتدابير القانونية لمعالجتها.
- التنسيق مع الهيئة الوطنية للوقاية من التعذيب وغيرها من الهيئات الأخرى المتدخلة في مجال حقوق الإنسان والحريات وتتبادل معها كل المعطيات والمعلومات بخصوص الشكايات.
- التحقيق في انتهاكات حقوق الإنسان والحريات إما بمبادرة منها أو تبعا لشكاية ترفع لها.
- كل المؤسسات والهياكل مجبرة بمد الهيئة بكل معلومة تطلبها للتحقيق في حادثة ما، ويعاقب من يمتنع عن ذلك ولا يستثنى السر المهني للمحامي أو الطبيب من هذا.
- تتولى الهيئة إيجاد السبل والوسائل الكفيلة بوضع حد للانتهاك محل الشكاية وتعد تقريرا يتضمن التدابير والتوصيات المتخذة في الغرض.

## الأعضاء
تتكون الهيئة من 9 أعضاء يتم انتخابهم من قبل مجلس نواب الشعب، وذلك لمدة 6 سنوات غير قابلة للتجديد. ينقسم الأعضاء التسعة وجوبا إلى:
- أربعة أعضاء يجب أن تكون لهم أقدمية لا تقل عن عشر سنوات: قاض إداري، قاض عدلي، محام، طبيب.
- خمسة أعضاء يمثلون الجمعيات الناشطة في مجال حقوق الإنسان والحريات ولهم أقدمية في النشاط لا تقل عن ثلاث سنوات، ويكون منهم وجوبا: مختص في علم النفس ومختص في حقوق الطفل ومختص في المجال الاقتصادي أو الاجتماعي، لا تقل أقدمية عمل ثلاثتهم عن عشر سنوات.

أما شروط الترشح لعضوية مجلس الهيئة فهي:
- الجنسية التونسية.
- سن لا تقل عن 23 سنة.
- النزاهة والاستقلالية والحياد.
- الكفاءة.
- الخبرة في مجال حقوق الإنسان والحريات.
- أن لا يكون قد صدر في حقه حكم قضائي بات من أجل جنحة قصدية أو جناية أو تمّ عزله أو إعفاؤه أو طرده أو شطبه من مهامه لسبب مخل بالشرف والأمانة أو لانتهاك حقوق الإنسان.
- أن يكون في وضعية جبائية قانونية.

يتمتع رئيس الهيئة وأعضاؤها بالحصانة مدة عملهم، ولا ترفع عنهم إلا من قبل مجلس نواب الشعب (ولكن في جناية أو جنحة يمكن إيقافهم بعد إعلام الهيئة والمجلس ويمكن لمجلس نواب الشعب أن ينهي الإيقاف).

## مقالات ذت صلة
- حقوق الإنسان في تونس

## روابط خارجية
- قانون أساسي عدد 51 لسنة 2018 مؤرخ في 29 أكتوبر 2018 يتعلق بهيئة حقوق الإنسان، بوابة-التشريع.تونس.
- بي دي إف : نص القانون على بوابة-التشريع.تونس.